# 高善寺橋
高善寺橋（こうぜんじばし）は、富山県富山市の井田川に架かる主要地方道立山山田線の橋梁である。
近くには八尾中核工業団地があり、そこで働く人たちの車で朝夕混み合い、工事車両も多く行き交う。

## 橋の諸元
- 橋長 - 140.5 m[2]
- 幅員 - 11.0 m[2]（車道7.5 m、歩道3.5 m[3]）
- 開通 - 2024年（令和6年）9月27日[2]
- 総事業費 - 約16億円[4]。

2車線で片側に歩道が設置されている。

## 旧橋の諸元
旧橋梁のデータを記載。
- 左岸 - 富山県富山市八尾町上高善寺[5]
- 右岸 - 富山県富山市八尾町井田新[5]
- 橋長 - 121 m[1]
- 幅員 - 5.5 m[1]
- 開通 - 1936年（昭和11年）[1]

通学路に指定されていなかったこともあり、歩道は設置されてなかった。また、道幅が狭かったことから、大型車のすれ違いが困難であった。

## 橋の架け替え
富山市は2013年（平成25年）頃から老朽化した現橋の架け替えを要望し、2019年（平成31年→令和元年）に着工した。
2022年（令和4年）4月6日に新設の富山市立八尾中学校（旧・八尾中学校と富山市立杉原中学校が統合）が開校し、橋の西側には約70人の生徒が居住しているが、開校時点で新しい橋がまだ未完成（あと3年程度かかる）であったため、生徒は南側の新井田橋へ迂回して通学することを余儀無くされていた（冬場の12月 - 3月はスクールバスを運行予定）。
新橋は2024年（令和6年）9月27日に開通式が挙行され、翌9月28日に一般供用が開始された。

## その他
2013年（平成25年）9月には、井田川の氾濫により被災している。